# Neomaladera longitarsis
Neomaladera longitarsis är en skalbaggsart som beskrevs av Escalera 1925. Neomaladera longitarsis ingår i släktet Neomaladera och familjen Melolonthidae. Inga underarter finns listade i Catalogue of Life.